# Липучка (растение)
Липу́чка (лат. Láppula) — род двудольных растений, входящий в семейство Бурачниковые (Boraginaceae).
Виды рода часто трудноразличимы, отличаясь только по строению плодов.

## Ботаническое описание
Однолетние, двулетние и многолетние травянистые растения, покрытые простым жестковатым опушением.
Цветки в длинных многоцветковых кистевидных соцветиях, с прицветниками. Чашечка почти раздельная, пятидольчатая, доли её линейные, распростёртые или расходящиеся. Венчик обычно голубой, часто мелкий, с короткой трубкой, с пятилопастным колокольчатым или колесовидным отгибом. В основании лопастей имеются пять небольших жёлтых сводиков. Тычинки в количестве 5, короче трубки венчика. Столбик несёт цельное рыльце, короче трубки.
Плод — ценобий из четырёх эрем, трёхгранных в сечении, снаружи с 1—3 рядами шипиков или бугорков, реже — с зубчатым крылом.

## Ареал
Наибольшее число видов сконцентрировано в Средней Азии, также род распространён в Юго-Восточной Европе, Северной Америке, Восточной Азии, Африке.

## Классификация

### Таксономия[1]
Lappula Moench, Methodus : 416, 1794
Род Липучка относится к семейству Бурачниковые (Boraginaceae) порядка Бурачникоцветные (Boraginales). Кладограмма в соответствии с Системой APG IV по состоянию на июнь 2023 года:
|  |                                      |  |                                   | порядок Бурачникоцветные |  | семейство Бурачниковые - 153 ботанических рода |  | Липучка |  | 90 подтвержденных видов и 35 таксонов, ожидающих подтверждения |
|  |                                      |  |                                   | порядок Бурачникоцветные |  | семейство Бурачниковые - 153 ботанических рода |  | Липучка |  | 90 подтвержденных видов и 35 таксонов, ожидающих подтверждения |
|  | отдел Цветковые, или Покрытосеменные |  |                                   |                          |  |                                                |  |         |  |                                                                |
|  |                                      |  |                                   |                          |  |                                                |  |         |  |                                                                |
|  |                                      |  | ещё 63 порядка цветковых растений |                          |  |                                                |  |         |  |                                                                |
|  |                                      |  |                                   |                          |  |                                                |  |         |  |                                                                |

### Виды
По современной классификации в состав рода включается 90 подтвержденных видов. Некоторые из них:
- Lappula aktaviensis Popov & Zakirov — Липучка актаусская
- Lappula balchaschensis Popov ex Golosk. — Липучка балхашская
- Lappula barbata (M.Bieb.) Gürke — Липучка бородчатая
- Lappula brachycentra (Ledeb.) Gürke — Липучка короткошипиковая
- Lappula brachycentroides Popov — Липучка бесшипиковая
- Lappula consanguinea (Fisch. & C.A.Mey.) Gürke — Липучка родственная
- Lappula coronifera Popov — Липучка корончатая
- Lappula cristata (Bunge) B.Fedtsch. — Липучка гребенчатая
- Lappula diploloma (Fisch. & C.A.Mey.) Gürke — Липучка двуплодная
- Lappula drobovii (Popov) Popov ex Pavlov et al. — Липучка Дробова
- Lappula duplicicarpa Pavlov — Липучка двоякоплодная
- Lappula echinophora (Pall.) Kuntze — Липучка щетинконосная
- Lappula glabrata Popov ex Pavlov — Липучка оголённая
- Lappula heteracantha (Ledeb.) Gürke — Липучка разношипая
- Lappula intermedia (Ledeb.) Popov — Липучка промежуточная
- Lappula korshinskyi Popov — Липучка Коржинского
- Lappula kulikalonica Zakirov — Липучка куликалонская
- Lappula lipschitzii Popov — Липучка Липшица
- Lappula lipskyi Popov — Липучка Липского
- Lappula macra Popov ex Pavlov — Липучка тощая
- Lappula macrantha (Ledeb.) Gürke — Липучка крупноцветковая
- Lappula marginata (M.Bieb.) Gürke — Липучка окаймлённая
- Lappula microcarpa (Ledeb.) Gürke — Липучка мелкоплодная
- Lappula occultata Popov — Липучка закрытоплодная
- Lappula patula (Lehm.) Gürke — Липучка пониклая, или липучка поникшая
- Lappula popovii Zakirov — Липучка Попова
- Lappula rupestris (Schrenk) Gürke — Липучка скальная
- Lappula semialata Popov — Липучка полукрылатая
- Lappula semiglabra (Ledeb.) Gürke — Липучка полуголая
- Lappula sericata Popov — Липучка шелковистая
- Lappula sessiliflora (Boiss.) Gürke — Липучка сидячецветковая
- Lappula sinaica (A.DC.) Asch. & Schweinf. — Липучка синайская
- Lappula spinocarpos (Forssk.) Asch. — Липучка колючеплодная
- Lappula squarrosa (Retz.) Dumort. — Липучка растопыренная, или липучка обыкновенная, или липучка шероховатая, или липучка незабудковая
- Lappula stricta (Ledeb.) Gürke — Липучка прямая
- Lappula tadshikorum Popov — Липучка таджикская, или липучка таджиков
- Lappula tenuis (Ledeb.) Gürke — Липучка тонкая

### Синонимы
- Cynoglossospermum  Kuntze
- Echinospermum  Sw. ex ehm.
- Sclerocaryopsis  Brand